# Olfert Ricard
Olfert Herman Ricard, född den 2 april 1872 på Frederiksberg, död den 20 juni 1929 i Köpenhamn, var en dansk präst. Han var son till Christian Frederik Ricard.
Ricard blev 1895 candidatus theologiae, var 18961908 ledare för K.F.U.M. i Köpenhamn och blev sedan kaplan vid Johanneskirken, där han som predikant samlade en stor åhörarkrets och särskilt visade förmåga att knyta ungdomen till sig. Han blev 1917 kyrkoherde vid Garnisonskirken i Köpenhamn och var sedan 1915 lärare vid Pastoralseminariet i praktisk teologi. Ricard var starkt påverkad av engelskt och nordamerikanskt kyrkoliv, men utan framträdande konfessionell prägel. Han deltog även verksamt i den internationella kristna studentrörelsen. Ricard höll den första radiogudstjänsten i Danmark år 1925, trots att biskop Ostenfeld var känd för sitt motstånd mot denna nymodighet
.
Vidare var han en mycket produktiv författare, särskilt av uppbyggelseskrifter, och flera av hans böcker fick en ovanligt stor spridning. Han var teologiskt påverkad av liberalteologen F.C. Krarup, men i förkunnelsen av helgelserörelsen, Nikolaj Frederik Severin Grundtvig, Jakob Paulli, Carl Skovgaard-Petersen och Charles Haddon Spurgeon. Han hade ett fint, bildat sinne, och hans språk i uppbyggelseböckerna är väldigt poetiskt. Det danska gemyttet fick verkligen en värdig representant i honom, där mildheten och vänligheten är de mest karakteristiska dragen. Den vänlighet han möter läsaren med har något påminnande om Fredrik Wisløff. Här skiljer han sig från den annars så like Skovgaard-Petersen, som mera liknade Ole Hallesby än Wisløff. På en yngre dansk generation utövade han ett mäktigt inflytande, och bibelläraren Poul Madsen var en av dem som stod i tacksamhetsskuld till hans böcker.